# Frustrierte Lewis-Paare

Tris(pentafluorphenyl)boran und Tri-tert-butylphosphin bilden ein frustriertes Lewis-Paar

Frustrierte Lewis-Paare sind Kombinationen einer Lewis-Säure mit einer Lewis-Base (siehe Lewis-Säure-Base-Konzept), bei denen beispielsweise aus sterischen Gründen die Bildung eines Donor-Akzeptor-Komplexes ausgeschlossen ist. Ihre Fähigkeit, Wasserstoff-Moleküle zu spalten, Hydrierungen zu katalysieren, sowie kleine Moleküle wie Kohlenstoffdioxid zu binden, werden erforscht.

## Grundlagen
Kombinationen einer Lewis-Säure und Lewis-Base in Lösung bilden normalerweise einen Donor-Akzeptor-Komplex. Bei den frustrierten Lewis-Paaren ist jedoch die Bildung eines Komplexes aus sterischen oder elektronischen Gründen ausgeschlossen. Als Lewis-Säuren kommen insbesondere Verbindungen von Elementen der dritten bis fünften Hauptgruppe infrage, als Lewis-Basen solche Verbindungen der vierten bis sechsten Hauptgruppe. Die beiden Einheiten können entweder in Form zweier separater Moleküle vorliegen oder als zwei Gruppen im selben Molekül. Frustrierte Lewis-Paare ermöglichen verschiedene Reaktionen, bei denen die Säure und die Base gemeinsam auf ein drittes Molekül einwirken.

## Geschichte
Das Lewis-Säure-Konzept wurde schon in den 1920er-Jahren von Gilbert N. Lewis beschrieben, inklusive des typischen Verhaltens der Komplexbildung. In den 1940ern wurde jedoch gezeigt, dass dies nicht in allen Fällen funktioniert: Zum Beispiel bildet Lutidin einen Komplex mit Bortrifluorid, nicht aber mit Trimethylboran. In den 2000er-Jahren wurde dann entdeckt, dass einige Vertreter der frustrierten Lewis-Paare molekularen Wasserstoff spalten können. Dazu gehören Paare von Tris(pentafluorphenyl)boran mit Tri-tert-butylphosphin oder Trimesitylphosphin. Dies funktioniert ebenso, wenn analog substituierte Phosphin- und Boraneinheiten in einem Molekül zusammenkommen, beispielsweise in Dimesitylphosphinoethylbis(pentafluorphenyl)boran. Der Begriff der frustrierten Lewis-Paare stammt aus einer Publikation von Douglas Stephan aus dem Jahr 2007 mit dem Titel: Reactivity of “Frustrated Lewis Pairs”: Three-Component Reactions of Phosphines, a Borane, and Olefins. In der Folge dieser neu entdeckten Reaktivität erhielt der Forschungsbereich großes Interesse und entwickelte sich schnell.

## Reaktionen und Anwendungen

### Spaltung von Wasserstoff und katalytische Hydrierung
Eine praktisch bedeutsame Anwendung frustrierter Lewis-Paare ist die Fähigkeit einiger Vertreter, die Hydrierung ungesättigter Verbindungen durch molekularen Wasserstoff zu katalysieren, wodurch die Notwendigkeit eines metallischen Katalysatores entfällt. Frustrierte Lewis-Paare mit sterisch anspruchsvoll substituierten Boran- und Phosphin-Einheiten können teilweise Wasserstoff-Moleküle spalten, wobei das Phosphin ein Phosphononium-Ion bildet und das Boran ein Borhydrid-Anion. Am Beispiel von Iminen wurde gezeigt, das bei der Hydrierung zunächst eine Protonierung durch das Phosphonium-Ion erfolgt, dann eine Reduktion durch das Borhydrid. Dabei wurde festgestellt, dass die Summe von Säurestärke und Basenstärke der Komponenten des Lewis-Paars wohl eine gewisse Mindesthöhe aufweisen müssen, um Wasserstoff zu spalten. So gelingt eine Hydrierung, wenn Tris(pentafluorphenyl)boran mit Tri-tert-butylphosphin kombiniert wird, nicht jedoch wenn das gleiche Boran mit Chlordi-tert-butylphosphin kombiniert wird. Die Hydrierung beschränkte sich zunächst auf Paare mit Bor und Phosphor, wurde jedoch später auf Paare von Bor und Stickstoff erweitert. Intramolekulare N/B-Paare sind durch Hydroborierung von Enaminen zugänglich, wobei Piers' Boran [Bis(pentafluorphenyl)boran] eingesetzt wird. Ein anderes Beispiel eines B/N-Paares, das als Hydrierungs-Katalysator wirkt, verwendet ein sekundäres Amin, das Bestandteil eines Rotaxans ist, wodurch bei Kombination mit Tris(pentafluorphenyl)boran die sterische Hinderung zustande kommt. Auch die Hydrierung unfunktionalisierte Alkene und Alkine ist möglich, beispielsweise mit einem Paar aus Tris(pentafluorphenyl)boran und Diphenyl(pentafluorphenyl)phosphin.

### Reaktionen mit Kohlenstoffdioxid und weiteren kleinen Molekülen
Frustrierte Lewis-Paare können reversibel Kohlenstoffdioxid-Moleküle binden. Dies ist sowohl bei intermolekularen Paaren möglich, zum Beispiel Tris(pentafluorphenyl)boran mit Tri-tert-butylphosphin, als auch mit intramolekularen Paaren wie Dimesitylphosphinoethylbis(pentafluorphenyl)boran. Wird letztere Verbindung in einer Lösung von Pentan einem Druck von 2 Bar Kohlenstoffdioxid ausgesetzt fällt ein weißer Feststoff aus. Durch Röntgenstrukturanalyse konnte zweifelsfrei bewiesen werden, dass darin beide Moleküle aneinander gebunden sind, wobei einer Phosphor-Kohlenstoff- und eine Bor-Sauerstoff-Bindung ausgebildet werden. Als Feststoff ist die so gebildete Verbindung recht stabil, wird sie jedoch in einem geeigneten Lösungsmittel wie Toluol oder Dichlormethan gelöst, wird das Kohlenstoffdioxid wieder freigesetzt. Das analoge Produkt der Reaktion von Kohlenstoffdioxid mit Tri-tert-butylphosphin / Tris(pentafluorphenyl)boran ist deutlich stabiler, kann jedoch ebenfalls Kohlenstoffdioxid wieder freisetzen, wenn es im Vakuum auf 80 °C erhitzt wird.
Das analoge Produkt der Reaktion von Kohlenstoffdioxid mit Tri-tert-butylphosphin / Tris(pentafluorphenyl)boran ist deutlich stabiler, kann jedoch ebenfalls Kohlenstoffdioxid wieder freisetzen, wenn es im Vakuum auf 80 °C erhitzt wird.
Diese Reaktionen mit Kohlenstoffdioxid wurden für diverse Variationen frustrierter Lewis-Paare gezeigt, beispielsweise solche, bei denen die Lewis-Base durch ein Amin oder N-Heterocyclisches Carben ersetzt wurde oder solche, bei denen die Säure durch eine Aluminiumverbindung ersetzt wurde. Unter geeigneten Bedingungen kann Kohlenstoffdioxid auch reduziert werden, beispielsweise bei Verwendung von Tetramethylpiperidin und Tris(pentafluorphenyl)boran in Gegenwart von Wasserstoff, wobei Methanol gebildet wird.
Neben Kohlenstoffdioxid können Distickstoffmonoxid, Stickstoffmonoxid, Kohlenstoffmonoxid und Schwefeldioxid so gebunden werden. In letzterem Fall entsteht so ein chirales Schwefel-Atom. Werden hierbei Verbindungen als frustriertes Lewis-Paar eingesetzt, die bereits Chiralität aufweisen, entstehen dann Diastereomeren-Paare mit zum Teil nennenswertem Diastereomerenüberschuss einer Verbindung. Die Reduktion von Kohlenstoffmonoxid zu einer Formylgruppe ist beispielsweise mit Tris(pentafluorphenyl)boran und Tris-tert-butylphoshin in Gegenwart von Wasserstoff möglich. In Reaktionen eines frustrierten Lewis-Paars mit para-Tolylsulfinylamin wirkt letzteres als formales Äquivalent von Schwefelmonoxid (SO).